# Château d'Aubry-en-Exmes
 (décembre 2021).
Si vous disposez d'ouvrages ou d'articles de référence ou si vous connaissez des sites web de qualité traitant du thème abordé ici, merci de compléter l'article en donnant les références utiles à sa vérifiabilité et en les liant à la section « Notes et références ».
Le château d'Aubry-en-Exmes est une demeure de la première moitié du XVIIe siècle qui se dresse sur le territoire de l'ancienne commune française d'Aubry-en-Exmes, dans le département de l'Orne, en région Normandie. L'édifice est classé aux monuments historiques.

## Localisation
Le château est situé, à 1,9 km au nord-est de l'église paroissiale et à la même distance à l'ouest du bourg de Chambois, sur le territoire d'Aubry-en-Exmes au sein de la commune nouvelle de Gouffern en Auge, dans le département français de l'Orne.

## Historique
Le château fut à l'origine une défense avancée des comtes d'Exmes, datant du XIe siècle, contre leurs voisins de Falaise[réf. nécessaire].
La légende prétend que le seigneur Gabriel Ier de Mongommery (1530-1574), capitaine de la garde écossaise sous Henri II, vint s'y réfugier après qu'il eut dans un tournoi de joute, donné un coup de lance dans l'œil du roi Henri II, ce qui provoqua sa mort.
Demeure des barons d'Aubry, ainsi que des Pantou et des Medavi de Grancei, le donjon fut abandonné, à la construction du château contigu en 1808, en raison surtout des fatigues quotidiennes occasionnées par les nombreux escaliers de pierre du vieux donjon[réf. nécessaire].
L'édifice sera au début du XIXe siècle abandonné par M. de Manoury d'Ectot, scientifique passionné, endommagé au cours d'une malheureuse expérience de chimie.

## Description
Le château se compose d'une tour ronde du XIVe siècle à sa base, en partie entourée d'eau, mais qui devait être primitivement totalement entourée.
Rasé en partie sous Henri IV, il fut réédifié vers 1615. On superposa alors sur la partie ronde restante, avec une couronne saillante de mâchicoulis un donjon de trois étages sous un toit à pavillon, et chacune des faces du corps de logis ainsi constitué fut flanquée d'un tourelle rectangulaire surélevée.
Le corps de logis carré de deux étages coiffé d'un toit à pavillon et flanqué sur chaque face d'une tourelle rectangulaire surélevée, le tout terminé par des lucarnes et de grandes cheminées.

## Protection
Le vieux château et les restes de l'ancien donjon sur lequel il a été édifié sont classés au titre des monuments historiques par arrêté du 17 avril 1968.